# Cherson unter russischer Besatzung

Russische Gebietsansprüche (gelb) und tatsächlich kontrollierte Gebiete (rot schraffiert)

Nach dem russischen Überfall auf die Ukraine wurde die südukrainische Stadt Cherson Anfang März 2022 von den russischen Streitkräften beinahe kampflos eingenommen; fortan stand Cherson unter russischer Besatzung. Angesichts einer ukrainischen Gegenoffensive ab Sommer 2022 zogen sich die Russen Anfang November aus der Gegend um Cherson zurück, zerstörten dabei einen Großteil der kritischen Infrastruktur. Am 11. November wurde die Stadt durch ukrainische Truppen unter Jubel der Bevölkerung befreit. In den folgenden Tagen kamen Anzeichen russischer Menschenrechtsverbrechen zum Vorschein.

Von den Russen verwendete Flagge des jetzigen “Oblasts Cherson”

Von den Russen verwendetes Wappen des jetzigen “Oblasts Cherson”

## Chronik

### Einnahme von Cherson
In den ersten Tagen des russischen Überfalls auf die Ukraine 2022 war das Umland der Stadt, hier insbesondere die Antoniwkabrücke über den Dnipro, Schauplatz schwerer Gefechte zwischen ukrainischen Verteidigern und russischen Truppen, die von der Krim aus nach Norden vorstießen. Die Ukraine berichtete am 27. Februar, Russland habe Teile der Stadt eingenommen. Die Nowaja gaseta berichtete am 28. Februar, der Bürgermeister habe die Bevölkerung vor einer möglichen „Evakuierung“ gewarnt, die von russischen Soldaten in ukrainischen Uniformen vorgenommen werden könne und die nicht befolgt werden solle. Am Morgen des 2. März meldete das russische Militär, die Stadt Cherson vollständig unter Kontrolle gebracht zu haben. Wenig später wurde dies von den örtlichen Behörden bestätigt. Offensichtlich hatte es keine Armeeeinheiten in der Stadt gegeben und war die Stadt selber außer von wenigen Freiwilligen überhaupt nicht verteidigt worden.
Das schnelle Vorrücken der russischen Truppen im Süden der Ukraine gelang nach Angaben des Historikers, Militärexperten und österreichischen Offiziers Markus Reisner hingegen aufgrund von Verrat bzw. weil den russischen Streitkräften die Brücken über die Landenge von Perekop (nördlich der Krim) und die zur Stadt Cherson führenden Brücken über den Dnepr „übergeben worden sind“.

### Verweigerung der Zusammenarbeit mit den Besatzern

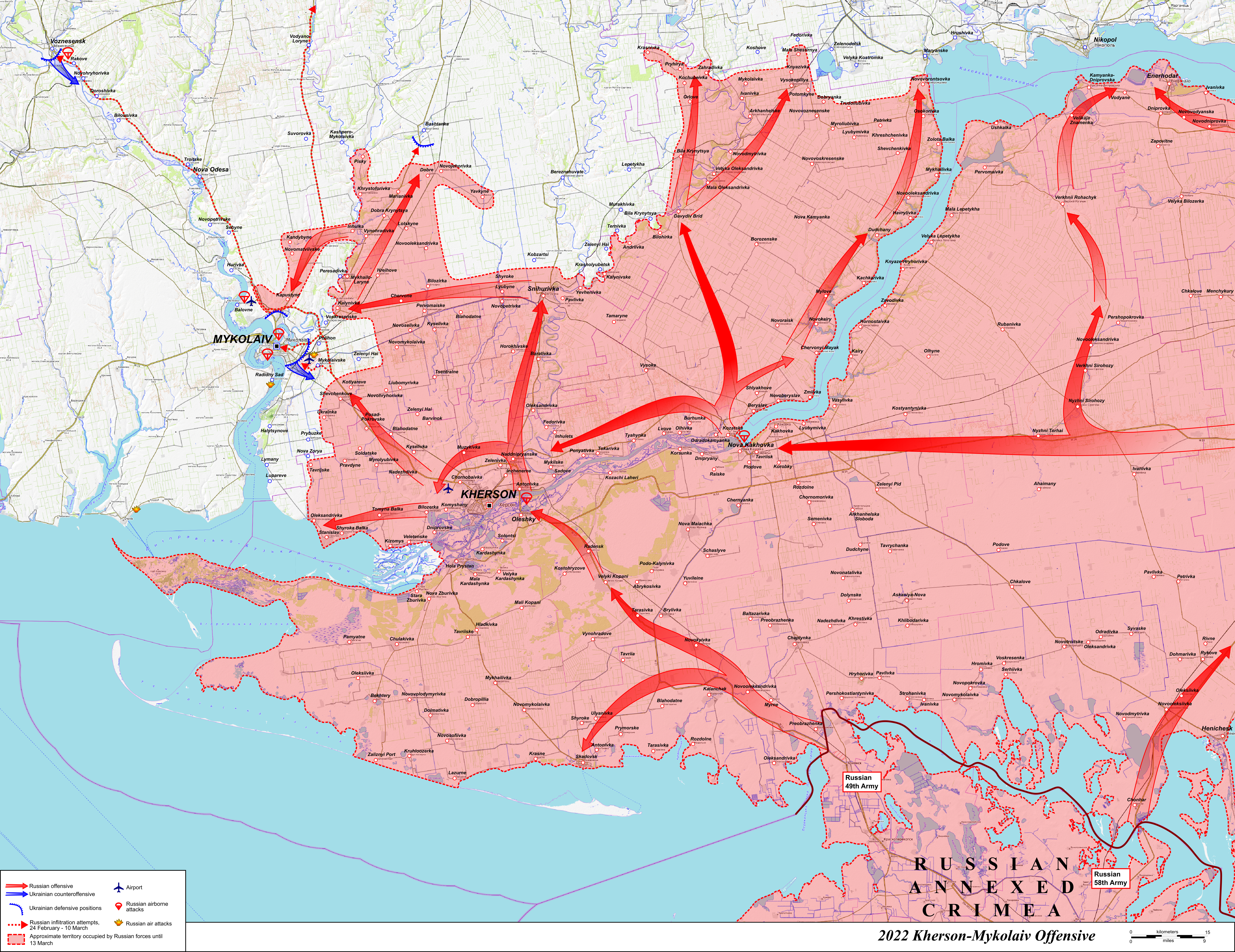
Russische Besatzung der Oblast Cherson in ihrer maximalen Ausdehnung im März 2022

Von Beginn an wurde von Russland die Verteilung humanitärer Hilfe vor laufenden Kameras inszeniert. Trotzdem gingen unbewaffnete Ukrainer stattdessen auf die Straßen, um gegen die Besatzer zu demonstrieren, wie sich auch die mangelnde Bereitschaft lokaler Behörden zeigte, mit den Besatzern zu kooperieren. Die Demonstrationen fanden während mindestens zweier Wochen praktisch täglich statt. Am 6. März 2022 verlieh der ukrainische Präsident Wolodymyr Selenskyj Cherson den Titel „Heldenstadt“.
Am 12. März wurde gemeldet, dass es in mehreren Städten in dem von Russland besetzten Territoriums Versuche gegeben habe, „prorussische“ Aktionen zu organisieren. In Cherson veröffentlichten Mitglieder des Regionalrats einen Appell und eine Erklärung, dass die Region Cherson ein integraler Bestandteil der Ukraine sei. Andere Szenarien wie angebliche Referenden würden weder von den Einwohnern der Region noch von den Abgeordneten des Regionalrats oder von den rechtmäßig gewählten Mitgliedern der lokalen Regierung unterstützt. Bei den Okkupationstruppen wurden die russischen Streitkräfte in der Stadt rasch durch die direkt Wladimir Putin unterstellte Nationalgarde, eine Einheit für Spezialaufgaben und Repression, ersetzt. Die Armee bildete stattdessen einen Blockadering um die Stadt. Die Nationalgarde, darunter ehemalige Berkut-Beamte, fahndeten nach Personen, die in der Armee waren, oder nach in sozialen Netzwerken aktiven Personen.
Als Bewohner der Stadt am 21. März gegen die Besatzer demonstrierten, eröffneten diese auf mindestens einen Zivilisten das Feuer.
Ein lokaler Journalist hatte erzählt, dass bei der Einnahme der Stadt Lebensmittelläden bombardiert worden seien und die Russen einfach warten würden, bis die Ukrainer in der blockierten Stadt so hungrig seien, dass sie russische Hilfe annähmen, was dann propagandistisch ausgeschlachtet würde.
Schon vor dem 9. März sei eine Person bei einer Auflösung einer Demonstration ums Leben gekommen, während es für chronisch Kranke unmöglich gewesen sei, Medikamente zu bekommen. Wie in den andern besetzten Orten in der Ukraine wurden Geschäfte von den Besatzern geplündert, sogar die Störe im Teich eines Fischereiladens seien erschossen worden.
Jurij Kerpatenko, Chefdirigent von zwei Orchestern in Cherson, verweigerte den russischen Besatzern die Kooperation für ein Propagandakonzert, das für den 1. Oktober geplant wurde. Am 12. Oktober wurde bekannt, dass der Familienvater Kerpatenko im September oder Oktober in seinem Haus von russischen Soldaten erschossen worden war.

### Verwaltung und Druckausübung auf die Bevölkerung
Am 25. April lösten die Besatzer die Regionalverwaltung auf; anstelle des gewählten Bürgermeisters Ihor Kolychajew wurde von Russland ein neuer „Verwaltungsleiter“ eingesetzt, Wolodymyr Saldo. Sein Stellvertreter Kyrylo Stremoussow hatte sich als Corona-Verschwörungstheoretiker einen Namen gemacht. Die Militärverwaltung erklärte, im Mai den Rubel als Zahlungsmittel einzuführen. Da gesetzte russische Flaggen sofort entfernt wurden, mussten sie bewacht werden.
Der Bürgermeister Ihor Kolychajew wurde Ende Juni verhaftet, nachdem er sich laut eigenen Angaben bis dahin für das Leben in der Stadt eingesetzt hatte, ohne zu kollaborieren; die Besatzer diktierten nächtliche Ausgangssperren, auch dass Autos und Lastwagen nur Medikamente und Lebensmittel transportieren durften, dafür konnte der öffentliche Verkehr wieder fahren. „Das waren keine Verhandlungen“, so verwahrt sich der Bürgermeister erstmals gegen „Gerüchte“ über eine Kollaboration. Von der verhassten Politik halte er sich fern. „Mich interessiert nur die Lebensfähigkeit unserer Stadt.“ Mitte März hatte er auch das Regionalparlament unterstützt und eine Brandrede gegen ein Referendum gehalten. Seine Verhaftung erfolgte unter der Beschuldigung, zum „Glauben an eine Rückkehr des Nazismus ermutigt“ zu haben.
Nahrungsmittel gab es nur gegen Vorlage eines Passes; wie schon seit März befürchtet, könnten die russischen Besatzer diese Passdaten für eine gefälschte und inszenierte Abstimmung verwenden. In Cherson werde es kein Referendum geben, für einen Anschluss an Russland reiche ein Erlass Putins, so der stellvertretende Chef der Militärverwaltung. Für eine inszenierte Siegesfeier am 9. Mai wurden Figuranten von der Krim nach Cherson gebracht. Anstelle stillen Gedenkens wie in den Jahren zuvor sei eine Feier inszeniert worden, wie es sie in Cherson noch nie gegeben habe.
Auf den Schulbeginn hin wurden Geldzahlungen für die Einschreibung an den nun russischen Schulen versprochen. Am 26. August hatte der Sprecher des ukrainischen Außenministeriums an die UNESCO appelliert, nachdem bekannt geworden war, dass Eltern gedroht worden war, ihnen ihre Kinder wegzunehmen, sollten sie diese nicht in die russischen Schulen bringen. Es hat laut der ukrainischen Lokalbehörde auch Fälle von Androhung von Geldstrafen oder der Beschlagnahme von Eigentum gegeben. Bewaffnete Soldaten würden die Sicherheit der Bildung in denjenigen Schulen sicherstellen, welche geöffnet wurden, während den Eltern, wie es in Russland, aber nicht in der Ukraine, üblich sei, das Betreten der Schule verboten würde.
Ein Mann erklärte, das Haus 200 Tage nicht verlassen zu haben, um den Russen nicht zu begegnen.

### Russisches Scheinreferendum
Schon bis Ende April hatten die Besatzer mehrfach versucht, ein „Referendum“ zu inszenieren. Stattdessen kamen Menschen mit ukrainischen Fahnen. Die Besatzer versuchten, die besonders aktiven Demonstranten zu identifizieren, und auch aus diesem Grund waren es nach zwei Monaten immer weniger Menschen. Aber ein Referendum könne auch deshalb nur gefälscht werden, weil es in der Stadt bis Ende April kein einziges Plakat dafür gab. Später im Sommer war lange Zeit die Rede davon, dass Russland das Referendum am 11. September inszenieren würde, dem Datum der Wahlen in Russland, aber nach Mitte August schien wahrscheinlich, dass dies nicht zustande käme. Seit Juli wurde auf den Werbetafeln der Stadt Propaganda betrieben, unter anderem seit Mitte Juli mit Bildern von Kindern, welche in Kiew aufgenommen worden waren und von der Propaganda missbraucht wurden.
Am 29. September 2022 unterzeichnete der russische Präsident Wladimir Putin ein Dekret, welches die russisch besetzten Gebiete Cherson, zu welchem auch die Stadt gehört, und Saporischschja als unabhängig erklärt. Nach diesem Zwischenschritt wurden die Gebiete, gemeinsam mit der Volksrepublik Lugansk und der Volksrepublik Donezk, am 30. September 2022 annektiert. Die russische Annexion der Süd- und Ostukraine wurde international nicht anerkannt.
Nach der Befreiung Chersons durch die ukrainischen Truppen wurde die von Russland behauptete angebliche Unterstützung für eine Annexion von den Menschen als Lügen gestraft, es herrsche vielmehr Erleichterung nach Monaten des Terrors.

### Auswirkungen auf die Bevölkerung und Evakuierungen durch Russland
Unter der Besatzung verließen bis Mai 2022 etwa die Hälfte der Bevölkerung die Stadt und ein Fünftel die ländliche Region. Die Verwaltung der Okkupanten erklärte, sie nehme „Firmen mit ungeklärten Besitzverhältnissen „temporär““ unter ihre Kontrolle. Anwohner berichteten von Massenentführungen, Folter, Raubüberfällen und Vergewaltigungen. Anfang Juli war von 600 Menschen die Rede, die in der Region in Gefängnisse geworfen und gefoltert wurden. Im Umland beschlagnahmten die Besatzer Farmen, verkauften das Getreide und zwangen die Arbeiter, für sie zu arbeiten, dazu kamen Geiselnahmen zur Erpressung von Lösegeld. Trotzdem wurden die ukrainischen Flaggen im Juni nicht weniger und es erschienen immer noch neue Inschriften und Graffiti in der Stadt, sowohl im Juni als auch im Juli. Auch Flugblätter gegen Okkupation und Kollaboration wurden im Juli immer noch gedruckt und in der Stadt angebracht, dies trotz der Gefahr, die im von Russland etablierten willkürlichen Gewalt- und Angstregime für eine Person ausging, die mit Flugblättern oder nur schon mit Leim erwischt würde. Als Grund für eine nochmals verschärfte „Bestrafung“ hatte auch nur schon das Tragen von Unterwäsche mit Simpsons-Abbildungen ausgereicht; ein Träger solcher Unterwäsche, so der Verdacht, sei ein „amerikanischer Agent“. Ab 20. Oktober galt russisches Kriegsrecht.
Die Besatzer begannen, die Bevölkerung zunächst mit Formulierungen von „in die Ferien gehen“ zum Verlassen der Stadt zu ermutigen, später wurden den Bewohnern frei wählbare Wohnungen in Russland versprochen. Aufgrund dieser Aktivitäten wurde befürchtet, dass russische Truppen sich darauf vorbereiteten, die Stadt in einer False-flag-Aktion unter Feuer zu nehmen. Die Einführung des Kriegsrechts Ende September 2022 durch Wladimir Putin erlaubte auch die Vertreibung der Bevölkerung, nun ohne freie Wahl der Wohnung.
Gemäß Berichten der russischen Propaganda würden die „evakuierten“ Einwohner von Cherson in die russische Region Krasnodar gebracht und dort in das „wirtschaftliche und soziale Leben“ der Region integriert. Am 3. November wehte auf dem wichtigsten Verwaltungsgebäude der Stadt keine russische Flagge mehr. Um die Menschen zu motivieren, wurden angeblich auch noch während der Evakuation Nachweise versprochen, die zum Kauf von Wohnungen in Russland berechtigen würden. In leere Häuser zogen laut ukrainischen Angaben russische Angehörige der Sicherheitskräfte in Zivil ein. Übereinstimmend wurde Anfang November berichtet, dass fast alle Läden geschlossen wurden, und nicht nur zwei Denkmäler wurden abtransportiert, sondern auch ohne jeden Verpackungsschutz eine Gemäldesammlung aus einem Museum. Die Patienten wurden aus dem Spital auf die Straße gestellt und Geräte aus den Spitälern abtransportiert. Auch Menschen, die zugestimmt hatten, mit den Russen zu arbeiten, versteckten sich jetzt vor ihnen, um nicht weggebracht zu werden, die Checkpoints der Besatzer waren verschwunden. Verschiedentlich wurde von russischen Soldaten in Zivilkleidung berichtet. Kinder, die im Erholungsurlaub waren, kehrten nicht zu den Eltern zurück. Fast alle Boote wurden konfisziert und zwei Lastkähne versenkt.
Es wurde befürchtet, dass die Zwangsevakuierungen durchgeführt werden sollten, um nicht auf Zivilpersonen Rücksicht nehmen zu müssen, möglicherweise zur Verwendung von speziellen Waffensystemen.

### Partisanenbewegungen
Nach mehreren Anschlägen durch von Partisanen gebaute Autobomben kam erstmals am 24. Juni ein Kollaborateur ums Leben, der in der Verwaltung der Okkupanten Einsitz genommen hatte. Am 5. August wurde der von den Besatzern ernannte Chef der Behörde in ein Spezialkrankenhaus in Moskau gebracht, angeblich wegen Corona und Stress, vermutet wurde aber eine Vergiftung. Dieser schon einmal regierende Bürgermeister war ein Mann des alten Systems vor dem Jahr 2014; sein Name sei „ein Symbol für Verwüstung, Niedergang, Korruption, Raubüberfälle und Bandenkrieg“, so die Investigativrecherche der Nowaja gaseta. In dieser Zeit hatten die Ukrainer die Antoniwkabrücke so weit beschädigt, dass sie für schwere Militärfahrzeuge nicht mehr passierbar war. Zum Schutz der Brücke vor radargesteuerten Waffen wollten die Russen eine durch Reflektoren erzeugte „Phantombrücke“ auf Radarbildern erscheinen lassen. Wie in den ab 2014 besetzten Gebieten „verwandelten sich im Gebiet Cherson die Besatzungsbehörden in eine Struktur des organisierten Verbrechens“, so die Nowaja gaseta. Europa; im August verhafteten die Russen Witali Efimenko, den stellvertretenden Leiter in Nowa Kachowka, wegen Raubes. Ende August starb der stellvertretende Vorsitzende der Militär- und Zivilverwaltung für Landwirtschaft in Cherson – die Tötung wurde zwar, weil dies „für alle Parteien zufriedenstellend“ sei, „Partisanen“ angelastet, das müsse aber keineswegs zutreffen. Der Medienverantwortliche der Besatzungsverwaltung war offensichtlich ein stadtbekannter Schläger, der nun eine unvorstellbare Machtfülle innehatte beim Erstellen von Listen von Personen, welche den Besatzern nicht genehm waren.

### Ukrainische Gegenoffensive und russischer Rückzug aus Cherson
Ab Ende Juli begannen ukrainische Streitkräfte mit verstärkten Artillerieangriffen des HIMARS auf die drei russischen Versorgungslinien, die über den Dnepr nach Cherson führten (zwei Dnepr-Brücken sowie der Kachowka-Staudamm) sowie auf russische Kommando- und Logistikeinrichtungen. Die russische Militärführung erkannte, dass aufgrund der unter Feuer stehenden Nachschubwege, die Stadt nicht würde gehalten werden können. Mitte August wurde erstmals berichtet, dass das russische Militärkommando die Stadt verlassen habe, nachdem die beschädigten Brücken über den Dnipro nicht mehr für militärischen Nachschub genutzt werden konnten.
Beim Beginn der ukrainischen Offensive Ende August waren bis zu 30.000 russische Soldaten am rechten Ufer des Dnipro vermutet worden. Während der beginnenden Offensive der Streitkräfte der Ukraine schrieb der Berichterstatter der Nowaja gaseta. Europa, gewöhnliche Einwohner von Cherson hätten zwar Angst vor den Raketenangriffen, seien aber bereit, sie zu tolerieren. Ebenfalls schon Anfang September schrieb Meduza, die Russen hätten längst verstanden, dass sie Cherson nicht halten könnten, und hätten deshalb mit dem Plündern begonnen – neben Cherson werde Butscha nicht viel schlimmer erscheinen.
Die Besetzer hatten es nicht für nötig befunden, in kleinen Dörfern der Region die Toten zu begraben – die mit den ukrainischen Truppen zurückkehrenden Bewohner mussten auf die ukrainischen Entminungstrupps warten, um nach einem halben Jahr die Leichen zu bergen.
Ab Mitte Oktober 2022 mehrten sich die Zeichen eines möglichen Rückzugs russischer Kräfte aus dem Gebiet rechts (westlich) des Dnepr. In der Region um die Stadt Cherson registrierte das ukrainische Militär nach eigenen Angaben ab November 2022 fortgesetzte organisierte Plünderungen durch russisches Militär. Aus Cherson werde von Traktoren über Ambulanzen bis zu Kunst und Gemälden aus Museen geplündert.
Es wurden Konvois mit gestohlenen Haushaltsgeräten und Baumaterialien beobachtet als auch die Demontage von Mobilfunkmasten und -anlagen wahrgenommen. Als am 6. November nach Angaben ukrainischer Telegrammkanäle die Stromversorgung ausfiel, gaben die Russen einem ukrainischen Angriff auf eine Straße in der Nähe der Stromleitungen die Schuld – andere Kanäle wiederum berichteten unter Berufung auf Abonnenten, dass Russen in Berislav „Strommasten niederreißen“. Aus einem Regionalmuseum sind „alle Kunstgegenstände und sogar die Möbel“ entwendet worden. Laut Berichten aus dem Stadtrat von Cherson führten die Besatzungsbehörden Anfang November 2022 Werke aus dem Kunstmuseum von Cherson. Die vermeintlichen Gebeine aus der Kathedrale sowie eine Statue Potemkins, des Geliebten der russischen Kaiserin Katharina II., wurden von den Russen aus Cherson abtransportiert.
Am 9. November 2022 wurde in einer für die russische Propaganda inszenierten Sitzung zwischen Sergei Schoigu und Sergei Surowikin der Rückzug aller westlich des Dnepr befindlichen russischen Einheiten angekündigt. Cherson war die einzige Oblasthauptstadt, die Russland 2022 besetzen konnte. Die Besatzer begannen in Verbindung mit dem Rückzug am oder vor dem 10. November 2022 die Infrastruktur der Stadt Cherson zu zerstören: Ein Kraftwerk, Heizkraftwerke, eine lokale Rundfunkanstalt und Funkmasten wurden gesprengt, die Stadt war ohne Strom und Wasser. Die Ukrainer hatten nach dem Beginn der Sprengungen befürchtet, dass Russland die Stadt in ein Trümmerfeld verwandeln könne.
Die Antoniwkabrücke über den Dnepr wurde zerstört.
Schon am 11. November feierten die Bewohner von Cherson das Eintreffen der ersten ukrainischen Truppen.
Nach Angaben des ukrainischen Präsidenten, der am 14. November 2022 die befreite Stadt besuchte, wurden im Verlauf der Befreiung 2000 Minen in dem westlich des Dnepr liegenden Teils der Oblast Cherson entschärft.
Laut Angaben eines Technikers hinterließen die Gefechte in der Region nicht explodierte Munition. Am 14. November erreichte die Stadt ein erster Konvoi des UN-Nothilfebüros OCHA.
Die ukrainischen Bewohner der Stadt erhielten SIM-Karten ausgehändigt, die sie eintauschen konnten, gegen russische SIM-Karten, die ihnen während der Besatzung gegeben worden waren.
Dem ukrainischen Präsidenten Wolodymyr Selenskyj zufolge haben Ermittler in den zurückeroberten Teilen der Region Cherson russische Kriegsverbrechen aufgedeckt.

### Evakuierung von Cherson
Wegen des nicht funktionierenden Strom- und Wärmenetzes und des herannahenden Winters evakuierte der ukrainische Staat im November 2022 all jene, die gewillt waren, die Stadt und Region zu verlassen. Die Menschen wurden in die Oblast Chmelnyzkyj oder Oblast Kirowohrad gebracht. Erwerbstätige erhielten bei der Ankunft umgerechnet 50 Euro, Arbeitslose 75 Euro Überbrückungsgeld. Ende Januar 2023 lebten rund 40.000 Bewohner in der Stadt Cherson. Weil die russischen Streitkräfte auf der gegenüberliegenden Seite des Dnepr Stellung bezogen und in den Monaten nach dem Rückzug aus Cherson die Stadt täglich mit Artillerie und Raketen beschossen, ist ein sicheres Leben in der Stadt Stand Januar 2023 nicht möglich gewesen.

### Überflutung

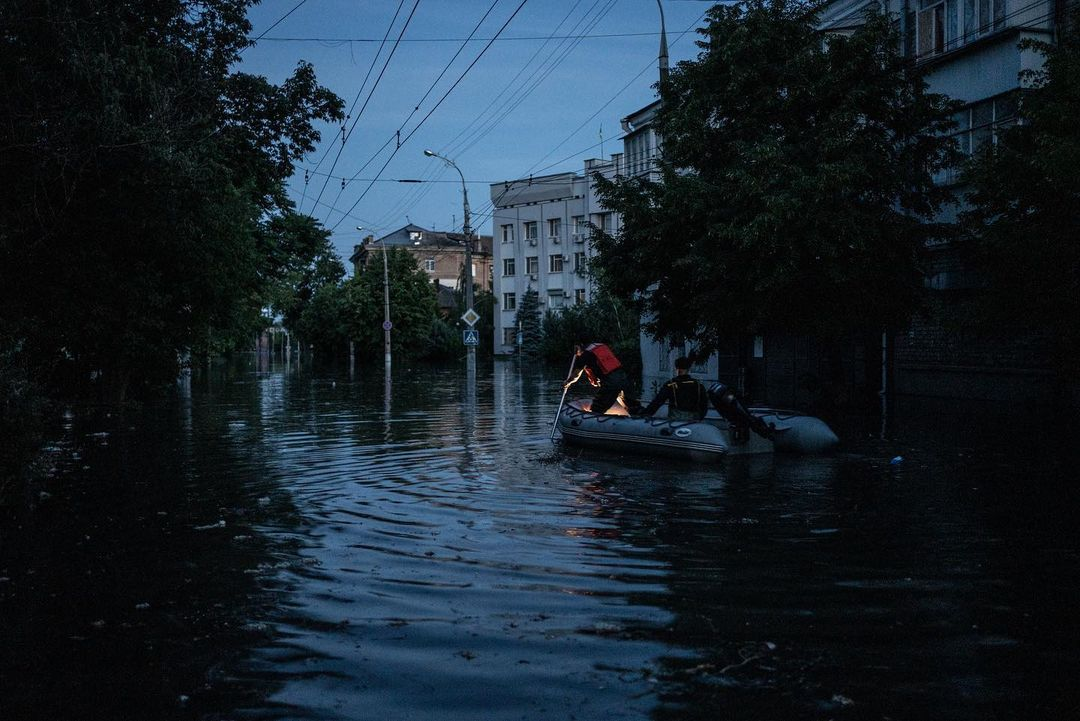
Überflutungen in Cherson

Am frühen Morgen des 6. Juni 2023 wurde der nahegelegene Kachowka-Staudamm zerstört. Laut dem ukrainischen Militärgouverneur Oleksandr Prokudin standen Teile der Stadt – insbesondere der südliche Teil – unter Wasser. Noch am selben Tag wurden erste Betroffene mit Zügen evakuiert. In Teilen der Stadt stand das Wasser bis zu 3, 5 m hoch.